# Spelen met uw Leven
Spelen met uw Leven is een televisieprogramma op VIER dat gepresenteerd wordt door Mark Uytterhoeven.

## Concept
Uytterhoeven presenteerde in 1994 en 1995 al een improvisatieprogramma, Onvoorziene Omstandigheden, zij het op de zender TV2 (tegenwoordig Canvas). "Spelen met uw Leven" heeft verschillende onderdelen die ook in dit programma al voorkwamen. Er zijn steeds een of twee gasten, en op basis van hun levensverhalen wordt er verder geïmproviseerd.

## Onderdelen
- De Rode Mat: de spelers liggen op een rode mat en worden van boven gefilmd waardoor het lijkt of ze staan.
- Tweekoppig: twee spelers spelen één personage.
- De Reporter: de reporter staat voor een green screen maar weet niet waarover hij eigenlijk verslag geeft.
- 't Scheef Decor: een scène speelt zich af in een kamer die kan kantelen.
- Spreken Zingen: de spelers moeten afwisselend zingen en gewoon spreken.
- Voicemail: als afsluiter mogen de spelers een boodschap achterlaten op de voicemail van de gasten.

## Spelers
- Stijn Van Autreve
- Bill Barberis
- Alain Rinckhout
- Bart Van Peer
- Bruno Claeys
- Kristien Lindemans
- Katrijn Van Bouwel
- Ad Cominotto (muzikale begeleiding)

## Afleveringen
| Afl. | Datum         | Gast(en)                                | Gastspeler(s)               | Kijkcijfers (Live) |
| ---- | ------------- | --------------------------------------- | --------------------------- | ------------------ |
| 1    | 11 april 2013 | Kim Gevaert en Élodie Ouédraogo         | Liesa Naert                 | 256.260            |
| 2    | 18 april 2013 | Erik Van Looy en broer Patrick Van Looy | Koen De Poorter             | 304.972            |
| 3    | 25 april 2013 | Tom Waes                                | Lieven Scheire              | 207.292            |
| 4    | 2 mei 2013    | Bart Peeters en broer Stijn Peeters     | Liesa Naert                 | 220.591            |
| 5    | 9 mei 2013    | Pieter en Tine Embrechts                | Henk Rijckaert              | 206.775            |
| 6    | 16 mei 2013   | Frédéric en Christophe Deborsu          | Lieven Scheire              |                    |
| 7    | 23 mei 2013   | Otto-Jan Ham en Sven De Leijer          | Jelle De Beule              |                    |
| 8    | 30 mei 2013   | Jacques Vermeire                        | Guga Baúl en Henk Rijckaert |                    |

## Trivia
- Tijdens de opnamen met Sven De Leijer en Otto-Jan Ham liep speler Bart Van Peer een dubbele armbreuk op in de scène met het scheef decor.[1]